# سی‌اس زرافه
سی‌اس زرافه (به انگلیسی: CS Camelopardalis)، یک ستاره دوگانه است که در صورت فلکی زرافه قرار دارد. این ستاره با قدر ظاهری ۴.۲۶ دومین ستاره پرنور صورت فلکی زرافه است.